# Maryville, Tennessee
Maryville är administrativ huvudort i Blount County i Tennessee. Orten fick sitt namn efter William Blounts fru Mary Grainger. Maryville är säte för Maryville College.

## Kända personer från Maryville
- Lamar Alexander, politiker